# Gynoplistia philpotti
Gynoplistia philpotti är en tvåvingeart som beskrevs av Alexander 1939. Gynoplistia philpotti ingår i släktet Gynoplistia och familjen småharkrankar. Inga underarter finns listade i Catalogue of Life.